# Zbigniew Pleśnierowicz
Zbigniew Pleśnierowicz (ur. 20 września 1958 we Wrocławiu) – polski piłkarz występujący na pozycji bramkarza, następnie został trenerem.
Jego córką jest siatkarka Marlena Kowalewska.

## Kariera piłkarska
Największe sukcesy odnosił grając dla Lecha Poznań.

## Kariera trenerska
Pracował jako trener bramkarzy w młodzieżowym zespole Lecha Poznań w Młodej Ekstraklasie, a w czerwcu 2018 dołączył do sztabu szkoleniowego pierwszego zespołu Lecha.

## Sukcesy
Lech Poznań
- I liga Mistrzostwo: 1982/83, 1983/84
- Puchar Polski Zwycięstwo: 1983/84, 1987/88